# North Brooksville
North Brooksville ist  ein census-designated place (CDP) im Hernando County im US-Bundesstaat Florida. Das U.S. Census Bureau hat bei der Volkszählung 2020 eine Einwohnerzahl von 3.506 ermittelt.

## Geographie
North Brooksville grenzt im Süden direkt an die Stadt Brooksville und liegt etwa 70 km nördlich von Tampa. Der CDP wird von den U.S. Highways 41 und 98 sowie von der Florida State Road 50A durchquert bzw. tangiert.

## Demographische Daten
Laut der Volkszählung 2010 verteilten sich die damaligen 3544 Einwohner auf 1795 Haushalte. Die Bevölkerungsdichte lag bei 492,2 Einw./km². 91,1 % der Bevölkerung bezeichneten sich als Weiße, 6,2 % als Afroamerikaner, 0,4 % als Indianer und 0,4 % als Asian Americans. 0,6 % gaben die Angehörigkeit zu einer anderen Ethnie und 1,4 % zu mehreren Ethnien an. 4,7 % der Bevölkerung bestand aus Hispanics oder Latinos.
Im Jahr 2010 lebten in 29,1 % aller Haushalte Kinder unter 18 Jahren sowie 32,4 % aller Haushalte Personen mit mindestens 65 Jahren. 65,7 % der Haushalte waren Familienhaushalte (bestehend aus verheirateten Paaren mit oder ohne Nachkommen bzw. einem Elternteil mit Nachkomme). Die durchschnittliche Größe eines Haushalts lag bei 2,45 Personen und die durchschnittliche Familiengröße bei 2,95 Personen.
23,8 % der Bevölkerung waren jünger als 20 Jahre, 19,3 % waren 20 bis 39 Jahre alt, 29,7 % waren 40 bis 59 Jahre alt und 27,0 % waren mindestens 60 Jahre alt. Das mittlere Alter betrug 45 Jahre. 47,7 % der Bevölkerung waren männlich und 52,3 % weiblich.
Das durchschnittliche Jahreseinkommen lag bei 43.216 $, dabei lebten 21,7 % der Bevölkerung unter der Armutsgrenze.
Im Jahr 2000 war Englisch die Muttersprache von 96,99 % der Bevölkerung und spanisch sprachen 3,01 %.